# ジェームズ・スタンホープ (初代スタンホープ伯)

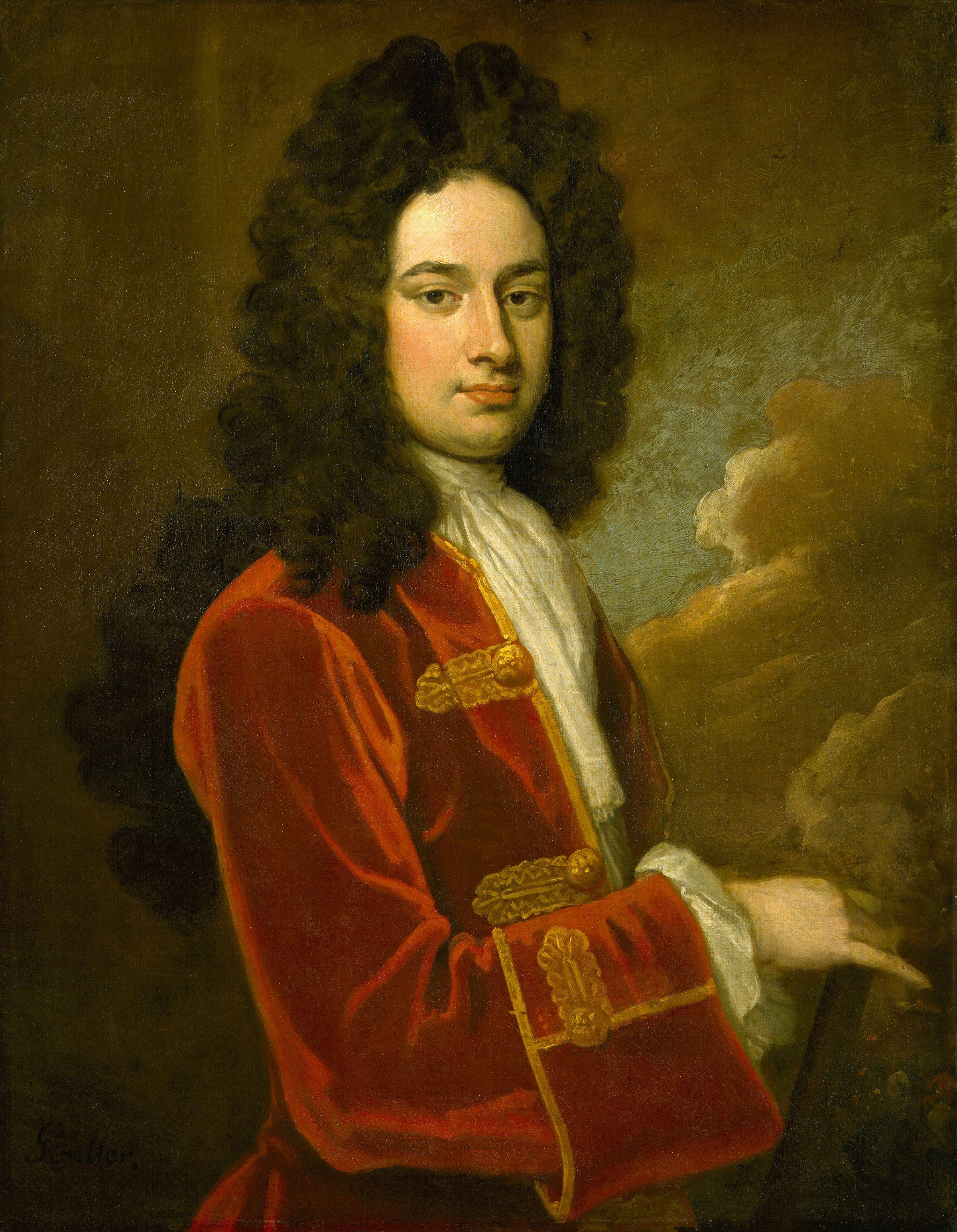
初代スタンホープ伯ジェームズ・スタンホープ（ゴドフリー・ネラー画）

初代スタンホープ伯ジェームズ・スタンホープ（英: James Stanhope, 1st Earl Stanhope, PC, 1673年 - 1721年2月5日）は、イギリスの軍人・政治家。ホイッグ党に属し、スペイン継承戦争ではスペインに上陸してフランス・スペインと戦い、戦後は政権を率いてイギリスの政治を担った。姓はスタナップ、スタノップとも表記される。

## 生涯
アレクサンダー・スタンホープとキャサリン・バーグヒル夫妻の長男としてヘレフォードシャー・ウィシングトンで誕生、始めイートン・カレッジで学び、1688年にオックスフォード大学のトリニティ・カレッジに入学して教育を受けた後、1690年に駐西大使となった父に同行してスペインの首都マドリードで生活することになり、ここでスペインに関する知識を学び取った。グランドツアーにも参加してイタリア・フランドル・フランスを旅行して回り、1695年にイングランド軍に入隊、1702年に下院議員に選出されても軍務を続け、スペイン継承戦争が勃発するとスペイン遠征軍に属しポルトガルに移った。
1705年、イングランドからピーターバラ伯チャールズ・モードントが別のスペイン遠征軍を率いるとこの軍に移りカタルーニャの首都バルセロナへ向かい、第1次バルセロナ包囲戦に参加してバルセロナを落とし、翌1706年の第2次バルセロナ包囲戦にも加わりバルセロナ救援に向かった。1707年に問題行動の多いピーターバラがイングランドへ召還、ポルトガルの遠征軍を率いたゴールウェイ伯ヘンリー・デ・マシューがアルマンサの戦いで大敗すると翌1708年にイングランド軍の司令官となり、同盟軍の司令官グイード・フォン・シュターレンベルクとスペイン王候補者のカール大公（後の神聖ローマ皇帝カール6世）と共にスペイン王フェリペ5世及びフランスと戦うことになった。
スペインの戦闘ではイギリス海軍の協力でミノルカ島を占拠してイギリス領とし（ミノルカ島の占領）、1710年にイングランドへ一時帰国して説教師ヘンリー・サシェヴェレルが政府批判を行った事件の裁判に加わり、同年に大陸へ戻りシュターレンベルクと共にアルメナラの戦い・サラゴサの戦いでスペイン軍を破り、勢いに乗ってマドリードを占領した。だが、住民達の支持を得られなかった上、フランスからヴァンドーム公が派遣されマドリードの補給路を断ったため撤退したが、途中のブリウエガで休憩していた所をヴァンドームに襲撃され、為す術も無く捕虜となった（ブリウエガの戦い）。救援に向かったシュターレンベルクもビリャビシオーサの戦いで敗北、フェリペ5世側の勝利が決定的となった。
1711年にアーガイル公ジョン・キャンベルが後任のスペイン方面司令官になったが、トーリー党政権の首班である第一大蔵卿ロバート・ハーレーと国務大臣ヘンリー・シンジョンはフランスと和睦交渉を働きかけ交戦禁止を命じていたこととカール大公が神聖ローマ皇帝カール6世に即位したことから戦争は終戦に向かっていった。1712年に釈放されたがトーリー党の工作で1713年に議席を失い、1714年の選挙で議員に復帰、同年にアン女王が亡くなりステュアート朝が断絶、又従兄のハノーファー選帝侯ゲオルク・ルートヴィヒがイギリス王ジョージ1世に即位してハノーヴァー朝が誕生するとハーレー・シンジョンらは失脚してトーリー党は没落、ホイッグ党がジョージ1世の信任を得て復帰した影響でシンジョンの後任の南部担当国務大臣となった。
1715年にジャコバイトがスコットランドで反乱を起こした際は鎮圧に尽力、同年に七年議会法を通過させホイッグ党の優位を確立させた。しかし、間もなく有力者同士の政争が始まり、スタンホープとサンダーランド伯チャールズ・スペンサーはジョージ1世と手を組み、一方のロバート・ウォルポールとタウンゼンド子爵チャールズ・タウンゼンドは外交政策で3人と対立、1716年にタウンゼンドに代わり北部担当国務大臣に転任、スタンホープの主導でフランスとイギリスの同盟が成立したが政争は止まず翌1717年にウォルポールとタウンゼンドが下野、スタンホープはウォルポールに代わって第一大蔵卿となり、北部担当国務大臣はサンダーランドが就任した。同年にスタンホープ子爵に叙任されている。
第一大蔵卿として政府の首班となってからはイタリア領の奪還を狙うスペインと大北方戦争でスウェーデンと戦うロシアの拡張主義の牽制と勢力均衡を外交政策に掲げ、フランス・オランダとの3カ国同盟を成立させ、1718年に伯爵に昇格して第一大蔵卿をサンダーランドに譲り北部担当国務大臣に再任、同年にオーストリアも同盟に加え四カ国同盟戦争でスペイン及びジャコバイトと戦い、1719年にスウェーデンとストックホルム条約を締結して大北方戦争でブレーメンとフェルデンを獲得、条約に基づきスウェーデンを援助してロシアに圧力をかけ、1720年に四カ国同盟戦争もスペインの敗北として終結させイギリスの国際的地位を向上させた。しかし、国内では野党となったウォルポールが政府批判を行い、国王の貴族創設を制限する貴族法案が下院を反対に転向させたウォルポールの運動で廃案になってからは議会運営が困難になり、止むを得ず1720年にウォルポールとタウンゼンドを閣僚に復帰させたが、南海泡沫事件で対応に追われ、1721年2月4日に上院で弁明を行ったが翌日の2月5日に脳卒中で急死した。
サンダーランドは事件を解決出来ず第一大蔵卿を追われ、反対に事態収拾に当たったウォルポールがジョージ1世の信任を得て第一大蔵卿に就任、長期政権を築き首相としてイギリスの政治を取り仕切っていった。スタンホープ伯位は妻でトマス・ピットの娘ルーシー（大ピットの叔母）との間に生まれた息子のフィリップ・スタンホープが継承、孫のチャールズ・スタンホープは大ピットの娘ヘスターと結婚、2人の間にヘスター・スタンホープが生まれている。